# Status: Svoboden
Status: Svoboden (russisk: Статус: Свободен) er en russisk spillefilm fra 2016 af Pavel Ruminov.

## Medvirkende
- Danila Kozlovskij - Nikita Kolesnikov
- Jelizaveta Bojarskaja - Afina Gordejeva
- Vladimir Seleznev - Aleksej Jartsev
- Igor Voinarovskij - Vadik
- Natalija Anisimova - Valja